# Веттершпітцен
Веттершпітцен — це три скелясті вершини на гірському хребті в горах Веттерштайн у центральній частині Східних Альп у Німеччині. Вони лежать за два кілометри по прямій на південний захід від найвищої вершини Німеччини, Цугшпітце, на кордоні між австрійською провінцією Тіроль і німецькою землею Баварія. Веттершпітцен утворюють південно-західний периметр уступу Цугшпітце (Zugspitzplatt); нижче і на схід розташований гірськолижний регіон на Шніфернері з дослідницькою станцією Шніфернерхаус.
Три піки це:
- Північний Веттершпітце (Nördliche Wetterspitze) — 2 746 метрів (9 009 фут) заввишки;
- Південний або Середній Веттершпітце (Südliche (Mittlere) Wetterspitze) — 2 750 метрів (9 020 фут) заввишки;
- Східний Веттершпітце (Östliche Wetterspitze) — 2 668 метрів (8 753 фут) заввишки.

## База
Можливою базою для сходження на Веттершпіцен є ресторан SonnAlpin (2 600 метрів (8 500 фут)) на уступі Цугшпітце, кінцевій станції баварської зубчастої залізниці Цугшпітце.

## Найпростіші маршрути
З уступу Цугшпітце (Zugspitzplatt):
- легкий підйом, згідно з літературою, (ступінь UIAA II) за півгодини на Північний Веттершпітце.
- за дві години (UIAA II) до Середнього Веттершпітце,
- за півгодини будь-якими складними ділянками (UIAA I) до Східної Веттершпітце

Крім того, існують різні маршрути сходження до V класу UIAA, починаючи із заходу Ервальда.